# Kurt von Rohr
Kurt Friedrich Gustav von Rohr (* 22. Oktober 1843 auf Gut Hohenwulsch, Landkreis Stendal, Altmark, Provinz Sachsen; † 18. Dezember 1910 ebenda) war ein preußischer Gutsbesitzer und Politiker.

## Familie
Er entstammte dem alten bayerischen Adelsgeschlecht von Rohr mit dem Stammsitz  Ranshofen und war der Sohn des Gutsbesitzers Otto von Rohr (1807–1845), Gutsherr auf Hohenwulsch mit Friedrichshof und Poritz (Landkreis Stendal), und der Adolphine von Kessel (1815–1901).
Rohr heiratete am 4. Juni 1878 in Manze (Landkreis Strehlen, Niederschlesien) Editha Gräfin von Zedlitz und Trützschler (* 9. Oktober 1856 auf Gut Schwentnig, Landkreis Reichenbach, Niederschlesien; † 25. Oktober 1945 in Potsdam), die Tochter des königlich preußischen Kreisrichters Oswald Graf von Zedlitz und Trützschler (Haus Schwentnig) und der Valerie Gräfin Zedlitz und Trützschler (Haus Frauenhain).

## Leben
Rohr war königlich preußischer Rittmeister, Gutsherr auf Hohenwulsch mit Friedrichshof und Poritz (Landkreis Stendal) mit weiteren angekauften Grundstücken konkret 1266 ha, Kreisdeputierter und Amtsvorsteher, Ehrenritter seit 1888 und zehn Jahre danach Rechtsritter des Johanniterordens, und von 1890 bis 1910 lebenslanger Vertreter der Grundbesitzer der Altmark auf Lebenszeit im Preußischen Herrenhaus. Nachfolger in der letztgenannten Funktion wurde Bernhard von Jagow.